# Pješčenjak
Pješčenjak vrsta stijene sastavljene od zrnaca pijeska koja su veličinom pretežno između 0,06 i 2 mm veća od čestica silta, a manja od kršja koja čine breče i konglomerate. Po nastanku, pješčenjaci su taložne stijene, najčešće povezane porozne strukture koja omogućuje protok tekućine. Takva poroznost i propusnot čini ih jednim od najvažnih ležišta vode, plina i nafte.
Pješčenjaci su nastajali u gotovo svim geološkim razdobljima kao posljedica trošenja, transporta i sedimentacije čestica. Pješčenjaci se talože prvenstveno u sustavima riječnih delta, a također su jedan od prevladavajućih sedimanata u sustavima aluvijalnih lepeza.
Pješčenjak može u određenim slučajevima nastati iz vjetrom nataloženog (eolskog) pijeska, odnosno njegovom naknadnom kompakcijom. Primjer su pijesci na Vinkovačkom ravnjaku. Stijene se također mogu trošiti djelovanjem leda i tada nastaju morenski sedimenti.
Pješčenjak kao sediment postoji i izvan Zemlje. Mnoga nebeska tijela imaju dio površine prekrivene česticama prašine raznih veličina, poput regolita na Mjesecu. Neke od tih čestica mogu biti i dimenzija pijeska. Nadalje, na površini Marsa znatne površine prekrivene su pijeskom.
- Stijene od pješčenjaka
- Pferchfeldfelsen, Njemačka
- Tyssaer Wände, Njemačka
- Garden of the Gods, Colorado
- Bungle Bungle Australiji